# نیروگاه تلمبه ذخیره‌ای هوانگگو
نیروگاه تلمبه ذخیره‌ای هوانگگو (به لاتین: Huanggou Pumped Storage Power Station) یک نیروگاه تلمبه ذخیره‌ای در چین است که در Hailin County, Mudanjiang, Heilongjiang Province واقع شده‌است.